# Суоперя
Суоперя (фин. Suoperä, дословно «задняя часть болота») — посёлок в Лоухском районе Республики Карелия.

## Пограничный пропускной пункт Суоперя
С 1970-х годов здесь действовал пункт упрощенного пропуска через советско-финскую границу, который служил нуждам финских лесозаготовителей, импортировавших в Финляндию лес. В начале 2000-х годов было принято решение преобразовать пункт упрощенного пропуска в международный автомобильный пункт пропуска. Официальная церемония открытия многостороннего автомобильного пункта пропуска «Суоперя» состоялась 5 октября 2006 года. Находится на 170 км трассы 86К-127 Лоухи — Суоперя.